# Secret bancaire
 (avril 2025).
Pour l’article ayant un titre homophone, voir Secrets bancaires.
Le secret bancaire désigne, dans son acception première, l'obligation qu'ont les banques de ne pas livrer des informations sur leurs clients à des tiers.  Par extension, le terme désigne parfois les mécanismes qui permettent à des personnes morales ou physiques de détenir des avoirs bancaires de façon plus ou moins anonyme.

## Mécanismes
La notion de secret bancaire est assez variable selon les pays. Le principe commun est une obligation légale (sous peine de sanction pénale) pour les banquiers de maintenir la confidentialité des informations obtenues sur leurs clients lors de l'exercice de leurs fonctions. Les différences entre les législations se situent principalement dans les mécanismes de divulgation d'information (et donc de rupture du secret).

### Secret bancaire en Autriche
En Autriche, le secret bancaire est inscrit dans la constitution. Actuellement, c'est le dernier pays de l'Union européenne à résister à sa levée. Un sixième de l'argent placé en Autriche appartient à des étrangers (52 milliards d'euros en tout, un chiffre qui a doublé en dix ans). L'Autriche est devenue le coffre-fort de certains fraudeurs allemands et oligarques russes. Cependant en 2014 les dirigeants européens l'Autriche y compris ont confirmé leurs accords sur la directive qui met en œuvre l'échange automatique d'informations sur les sommes investies par un ressortissant européen dans un autre pays de l'Union que le sien.

### Secret bancaire au Canada
Au Canada, le droit bancaire est sous compétence fédérale en vertu de l'article 91 (15) de la Loi constitutionnelle de 1867.
Puisqu'aucune loi fédérale canadienne n'accorde explicitement un secret professionnel aux banquiers, les tribunaux suivent les règles de common law qui servent de  règles supplétives et de droit commun lorsque les lois statutaires sont silencieuses. L'arrêt de principe est la décision Tournier c. National Provincial and Union Bank of England qui énonce que le banquier a une obligation implicite de ne pas communiquer des renseignements sur le client à des tiers.
Cette obligation implicite de common law de ne pas communiquer des renseignements à des tiers n'est pas la même chose que le secret professionnel en droit civil québécois. Dans le droit civil du Québec, le secret professionnel ne concerne que les membres d'ordres professionnels; or, puisque les banquiers n'ont pas d'ordre professionnel, ils ne sont pas protégés par le secret professionnel en vertu de l'article 1c) du Code des professions qui définit la notion de professionnel.

### Secret bancaire en France
En France, le secret bancaire est un secret professionnel comme un autre (article L. 511-33 du Code monétaire et financier), avec une restriction importante : certaines administrations ont automatiquement accès aux informations qu'elles demandent. Il s'agit de l'administration fiscale, des services des douanes, de la Banque de France, de l'Autorité de contrôle prudentiel et de résolution (ACPR) et de l'Autorité des marchés financiers (AMF). En outre, la justice peut avoir accès aux informations concernées par le secret bancaire dans le cadre d'une procédure pénale. Le secret bancaire peut, dans certains cas très précis, être levé lorsque la demande émane du bénéficiaire du compte bancaire, et lorsque la banque est partie à l'instance.
Dès 1990, la France a instauré des lois obligeant les établissements bancaires à signaler de leur propre initiative toute transaction suspecte (loi du 12 juillet 1990, devenues les articles L. 563-1 et L. 562-2 du Code monétaire et financier). Les déclarations sont transmises à la cellule TRACFIN (traitement du renseignement et action contre les circuits financiers clandestins) créée à cet effet. 
En 2008, l'article L. 511-33 est modifié afin d'autoriser les agences de notation à accéder à des informations couvertes par le secret professionnel.
En France, l'administration possède un droit d'accès direct sans contrôle judiciaire aux informations détenues par les banques. De fait, le secret bancaire en France est limité au secret professionnel de ses "agents". Les justifications pour ces limitations sont la lutte contre la fraude fiscale et celle contre le blanchiment d'argent.

### Secret bancaire aux États-Unis
Le secret bancaire est régi aux États-Unis par l'US Bank Secrecy Act de 1970. Il a subi des modifications à la suite de la promulgation de l'USA PATRIOT Act.

### Secret bancaire en Suisse
En Suisse, le secret bancaire est réglé par l'article 47 de la Loi fédérale sur les banques et les caisses d'épargne. Cet article, entré en vigueur le 8 novembre 1934 et révisé depuis, prévoit l'emprisonnement pour trois ans au plus en cas de violation volontaire du secret bancaire et d'une amende de 250.000 CHF au plus si la violation du secret bancaire a été commise par négligence.
Les exceptions au secret sont limitées. En fait, seule la justice peut obtenir la levée du secret bancaire dans le cadre d'une procédure pénale. L'administration ne possède pas de droit d'accès aux informations détenues par les banques, à l'exception toutefois de la FINMA, l'autorité fédérale de surveillance des marchés financiers, chargée de la surveillance du système bancaire.
La Suisse peut échanger des informations avec les autres pays par deux voies distinctes.
- Les procédures fiscales : la Suisse offre l'échange de renseignements dans le cadre de l'assistance administrative. Cette dernière est réglementée dans les conventions contre les doubles impositions (CDI) signées avec les pays qui l'ont demandée. Depuis 2009, l'assistance administrative est prévue dans un nombre croissant de CDI conclues selon les normes de l'OCDE. La loi sur l'assistance administrative en matière fiscale remplacera l'ordonnance relative à l'assistance administrative d'après la norme internationale, vraisemblablement au cours du premier trimestre 2013[12].

- Les procédures pénales : la Suisse échange des renseignements avec d'autres pays dans le cadre de l'entraide judiciaire. Cette dernière est fondée sur des conventions bilatérales et multilatérales d'entraide judiciaire ainsi que sur la loi fédérale sur l'entraide internationale en matière pénale (EIMP). Dans le domaine des impôts directs, l'entraide judiciaire n'est accordée qu'en cas d'escroquerie fiscale, alors que dans le domaine des impôts indirects et des droits de douane, elle l'est déjà en cas de soustraction fiscale. Le délit doit toutefois être punissable dans les deux États concernés[12].

Les comptes anonymes n'existent plus en Suisse depuis 1991 et il est donc théoriquement possible de retrouver les propriétaires d'un compte en cas de levée du secret bancaire. Cependant, certaines opérations peuvent encore être réalisées par un intermédiaire financier (lui-même soumis au secret professionnel) sans que celui-ci ne doive dévoiler l'identité de son client, excepté sur requête d'un juge. 
Le secret bancaire suisse prend une forme proche de celle en vigueur actuellement avec la loi bancaire de 1934 qui consacre une tradition et étend son champ d'application aux étrangers. La naissance du secret bancaire a répondu à trois enjeux géopolitiques :
- Au niveau local, le milieu bancaire suisse craint la montée du socialisme dans certaines régions. Si au niveau national il réussit à contenir certaines revendications socialistes, notamment en faisant rejeter en 1932 leur souhait de mettre en place un impôt fédéral avec la levée du secret bancaire pour contrer toute dissimulation, la constitution des premiers gouvernements cantonaux socialistes inquiètent : ils pourraient en effet appliquer localement ces mêmes mesures. Une loi fédérale traitant de la question du secret bancaire est donc une réponse sûre à cette inquiétude.
- En plus de la menace venant des cantons, les banquiers suisses craignent un contrôle accru de l’État fédéral suisse sur leurs activités. En effet, une loi instituant des règles prudentielles est débattue, conséquence directe du récent sauvetage par le pouvoir fédéral de la Banque Populaire Suisse, prise dans la tourmente de la Grande Dépression et dont la faillite aurait pu entraîner tout le système financier suisse. Le renforcement du secret bancaire devient alors une contrepartie offerte au milieu financier par l’État qui peut ainsi légiférer sans opposition sur l’instauration de règles prudentielles.
- Enfin, le renforcement du secret bancaire devient une nécessité face aux tentatives d’intrusions de pays tiers, à la recherche d’évadés fiscaux. La France est en effet très pressante auprès des banques suisses pour obtenir des informations. En effet, en 1932, éclate le scandale très médiatique à Paris de l’affaire de la Banque Commercial de Bâle, qui révèle l’identité de fraudeurs jusqu’aux plus hautes personnalités de l’État (sénateurs, l’évêque d’Orléans, la famille Peugeot, la famille Coty et de nombreux industriels). Pris de paniques, les comptes bancaires en Suisse appartenant à des Français commencent à se vider. Il est donc urgent pour les financiers suisses de légiférer plus strictement sur le secret bancaire afin de rassurer les clients de la place financière.

En 1934, la « loi fédérale sur les banques et les caisses d'épargne » est promulguée et elle répond aux inquiétudes du milieu bancaire à tous les niveaux : le renforcement du secret bancaire, dont la levée est passible dorénavant de poursuites pénales, est instauré au milieu des nombreux textes précisant les nouvelles règles prudentielles bancaires protégeant les petits épargnants. Le résultat est là : les cantons socialistes ne peuvent plus réformer la fiscalité et faire tomber le secret bancaire, l’État fédéral se doit de respecter la confidentialité des usagers bancaires et les autorités fiscales étrangères, comme celle de la France, ne peuvent plus poursuivre leurs ressortissants qui trouvent refuge en Suisse pour leurs avoirs financiers.
La création du secret bancaire suisse n’a donc aucun rapport avec la défense des victimes du nazisme. Elle est une réponse à un enjeu économique, à savoir la défense de l’attractivité de la place financière suisse, et aussi à des rivalités géopolitiques sur plusieurs niveaux régionaux (canton, fédération, étranger).
Cette représentation d’un secret bancaire bâti sur une volonté « humanitaire » a été bien utile pour faire taire bien des critiques à son égard jusqu’à la crise des « fonds en déshérence » à la fin des années 90, crise qui a mis en lumière la tromperie - rempart contre le nazisme - et l’absence de volonté de la part des banques suisses dans l’identification des fonds déposés par les victimes de la Seconde Guerre mondiale,.
Sous la pression de l'administration américaine avec la loi FATCA et de certains pays européens, la Suisse et Singapour concluent le 6 mai 2014 un accord pour la levée du secret bancaire via des échanges automatiques de renseignements bancaires.

## Convention de l'OCDE
Depuis 2005, l'OCDE a mis en place un modèle de convention fiscale visant à limiter le secret bancaire et à favoriser la coopération internationale afin de lutter contre l'évasion fiscale. Celui-ci fut approuvé au G20 de Berlin de 2004 puis, en octobre 2008, par le Comité d'experts de l'ONU sur la coopération internationale en matière fiscale.
Une « liste noire » de pays a été dressée, les pays s'étant engagés à mettre en œuvre cette convention ayant été retirés de celle-ci pour être inscrits sur une « liste grise »,, qui contenait par exemple, en septembre 2009, l'Uruguay, le Chili, le Costa Rica et le Guatemala. L'Autriche et le Luxembourg furent retirés de cette liste grise en 2009.
Plusieurs États ont par suite été amenés à réformer leur système juridique en matière de finances. En mai 2010, tous les États s'étant engagés à se mettre en règle conformément à ces standards ; la « liste grise » incluait alors les îles Cook, les îles Marshall, Montserrat, Nauru, Niue, Vanuatu, le Bélize, le Brunei, le Costa Rica, le Guatemala, le Liberia, les Philippines, le Panama et l'Uruguay.
Après le Chili, en mai 2010 le gouvernement de l'Uruguay annonçait le dépôt d'un projet de loi devant limiter le secret bancaire conformément à ces standards internationaux.
Étonnamment, les diverses listes existantes ou ayant existé n'incluent jamais les États-Unis, la Grande-Bretagne et la Chine (au travers des territoires dépendants - par exemple, respectivement : Delaware, Jersey et Hong Kong).

## Débats
Le secret bancaire a été l'objet de nombreux débats et polémiques car certains le considèrent comme une entrave à la poursuite d'investigation sur des comptes occultes (blanchiment d'argent, financement du terrorisme, etc.). En ce sens le secret bancaire s'opposerait à la transparence. D'autres argumentent que ce n'est pas le secret bancaire qui doit être remis en cause mais le contrôle d'origine ou de destination des fonds.

### Arguments à décharge du secret bancaire
Le secret bancaire est à distinguer du contrôle d'origine ou de destination des fonds. - Il est facile de blanchir de l'argent dans un pays sans secret bancaire, mais avec des mécanismes de contrôle défaillants au niveau du dépôt - Le contrôle de l'origine des fonds, le contrôle de la destination des fonds et le secret bancaire restreignant les accès de l'administration sont trois aspects bien différents. La plupart des comptes occultes ont bénéficié de contrôles défaillants. 
Le blanchiment d'argent par des organisations mafieuses et les fraudes fiscales sont rendus possibles par une défaillance du contrôle au niveau de l'origine des fonds.
Le financement du terrorisme est rendu possible par une défaillance au niveau de la destination des fonds.
Selon les libéraux, le secret bancaire garantit néanmoins un droit fondamental, celui du respect de la propriété et de la vie privée des individus. En effet, l'accès de l'administration aux comptes bancaires permet à celle-ci de voir le détail des transactions (soutien de partis politiques, d'associations, de mouvements politiques, de groupements religieux, une partie de la consommation, etc).

### Arguments pour la levée du secret bancaire
Dans le cas de contrôles déficients ou inexistants, la levée du secret bancaire permettrait à un organisme extérieur de connaitre a posteriori l'origine et la destination des fonds, connaissance utile essentiellement avant le transfert des fonds.
La levée du secret bancaire empêcherait les complicités et la corruption au sein des organes de contrôle sur l'origine et la destination des fonds, à condition toutefois que ce contrôle existe (ou soit imposé par la loi) et d'avoir accès aux processus internes de la banque (et du personnel intervenant).
L'hypothèse étant qu'au sein d'un organisme bancaire déficient ou corrompu, le respect de la vie privée est de toute manière mis en danger, si l'on est concerné par l'organe déficient ou corrompu. Il n'a donc plus lieu d'être.

## Quelques affaires où le secret bancaire a été mis à mal
- Comptes nazis en Suisse, qui contiendraient ou auraient contenu des trésors de guerre.
- Recherches sur le financement de l'organisation Al-Qaïda.
- Plus récemment, l'UBS, plus grande banque suisse actuelle, a eu de gros problèmes avec les autorités fiscales américaines qui reprochaient à l'UBS d'aider certains américains à frauder le système fiscal de leur pays. Les autorités US ont réclamé jusqu'à 52 000 données de comptes bancaires, ce qui contrevenait à la loi sur le secret bancaire suisse. Il y avait donc problème de souveraineté.
- Affaire des évadés fiscaux en Suisse, où un informaticien de la banque HSBC, Hervé Falciani, a volé une liste de 8 993 supposés évadés fiscaux français.